# Boomkat
Boomkat — американский электропоп и хип-хоп дуэт, состоящий из брата и сестры Келлина и Тэрин Мэннинг. Их дебютный альбом «Boomkatalog.One» вышел в 2003 году, а первый сингл с альбома, «The Wreckoning» достиг первого места в «Hot Dance Music/Club Play chart» и стал большим хитом в США весной 2003 года.
В октябре 2005 года Терин Мэннинг в интервью журналу «Nylon» заявила, что в скором будущем группа вернётся с новым альбомом, для которого она сейчас пишет песни. По её словам, это произойдёт как только группа найдёт новый рекорд-лейбл.
После четырёхлетнего перерыва Boomkat выпустили сингл под названием «Runaway». Премьера видеоклипа состоялась 8 апреля 2008 года на их официальном канале YouTube и на странице Тэрин Мэннинг в Myspace.
В июне 2008 года второй студийный альбом Boomkat «A Million Trillion Stars» стал доступен в интернет-магазинах, а официальный релиз был 10 марта 2009 года.

## Альбомы
- BoomkatalogOne (2003)

1. «Yo!verture» — 2:24
2. «The Wreckoning» — 3:09
3. «Now Understand This» — 3:10
4. «Wastin' My Time» — 3:49
5. «Move On» — 3:51
6. «B4 It’s 2 L8» — 4:13
7. «Know Me» — 3:29
8. «Daydreamin'» — 3:53
9. «Crazylove» — 3:41
10. «Look at All the People» — 5:12
11. «Bein' Bad» — 4:17
12. «What U Do 2 Me» — 3:50
13. «Answers» — 3:59
14. «Left Side/Right Side» — 4:22

- A Million Trillion Stars (2008)

1. «Run Boy (Here I Come)» (Taryn Manning)  — 3:09
2. «Lonely Child» (Taryn Manning) — 3:55
3. «Stomp» (Taryn Manning) — 3:08
4. «Run Away» (Taryn Manning) — 3:20
5. «Elated» (Taryn Manning) — 4:21
6. «Not My Fault» (Taryn Manning) — 3:30
7. «Four Track Dub» (Taryn Manning) — 4:30
8. «Don’t Be So Shy» (Taryn Manning) — 3:35
9. «Instead» (Taryn Manning) — 3:56
10. «Fall On Me» (Taryn Manning) — 3:59
11. «Wish I Could» (Taryn Manning) — 3:55
12. «Burn» (Taryn Manning) — 3:27
13. «Say Hi» (Taryn Manning) — 4:26
14. «Dressed In Grief» (Taryn Manning) — 4:44

## Синглы
- The Wreckoning
- What U Do 2 Me
- Stomp
- Run Boy